# Zisterzienserabtei Le Jardinet

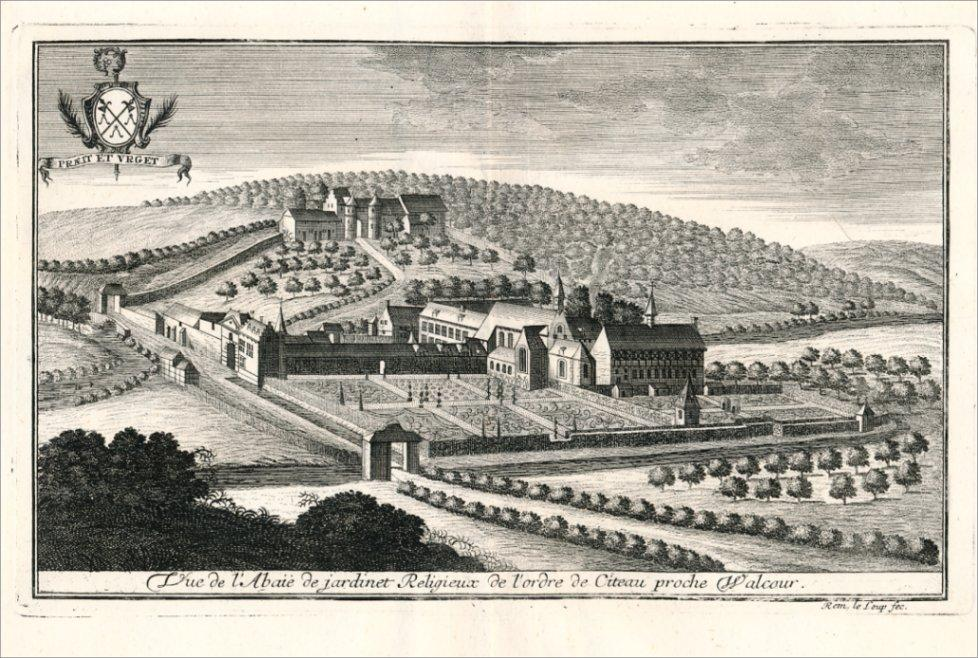
Klosteranlage im Jahr 1744

Die Zisterzienserabtei Le Jardinet war von 1232 bis 1441 ein Kloster der Zisterzienserinnen, dann bis 1793 der Zisterzienser, in Walcourt, Provinz Namur, in Belgien.

## Geschichte
Die erste Äbtissin des 20 km südlich Charleroi in Walcourt (Vallis curia) gestifteten Klosters kam 1242 aus der Zisterzienserinnenabtei Fontenelle. 1441 wurde der Nonnenkonvent nach einer Visitation aufgelöst und das Kloster stattdessen mit Mönchen aus der Zisterzienserabtei Moulins besiedelt (Janauschek 717, Filiation 26.1). 1793 fiel das Kloster der Französischen Revolution zum Opfer. Die Gebäude wurden bis auf wenige Reste (u. a. das Klosterportal) abgetragen.